# The Woman
The Woman ist ein US-amerikanischer Horrorfilm von Lucky McKee aus dem Jahr 2011. Er ist der zweite Teil einer Trilogie aus drei Filmen, die auf Werken von Jack Ketchum beruhen, hier auf dem 2010 erschienenen Roman Beuterausch. Der Film ist eine direkte Fortsetzung zu Jack Ketchums Beutegier (2009) und wurde 2019 mit Darlin’ fortgesetzt.

## Handlung
Direkt nach den Ereignissen des vorangegangenen Films rettet sich die Frau der Kannibalenfamilie in die naheliegenden Wälder. Dort lebt sie einige Zeit in einer dunklen Wolfshöhle und kommt nur zum Jagen heraus. Auf einem nächtlichen Jagdausflug entdeckt sie der nach außen biedere und spießige Anwalt Chris Cleek. Der Patriarch regiert jedoch seine Familie mit eiserner Hand und unterdrückt seine Ehefrau Belle und seine älteste Tochter Peggy, die ohne sein Wissen von ihm schwanger ist. Nur Brian, der älteste männliche Spross der Familie, hat gewisse Freiheiten.
Chris lässt von seiner Familie ein Verlies in einem Keller errichten und fängt die Frau. Unter dem Vorwand, sie „zivilisieren“ zu wollen, erniedrigt und demütigt er die wilde Frau, verliert dabei einen seiner Finger. In die Quälereien wird seine gesamte Familie hineingezogen. Eines Nachts schleicht er sich zu ihr und vergewaltigt sie.
Als Peggy eines Tages der Schule fernbleibt, wo sich ihre Klassenlehrerin Miss Genevieve Raton um sie sorgt, da sie immer verschlossener wirkt, hat Brian nur einen halben Schultag. Er schleicht sich, nachdem er die wilden Hunde gefüttert hat, in das Verlies und quält die Frau mit einer Zange. Dabei befriedigt er sich selbst, wird jedoch von Peggy erwischt, die ihn bei seiner Mutter verpetzt.
Als es zu einer Aussprache kommen soll, stellt sich Chris auf die Seite seines Sohnes. Als Belle einschreiten will, schlägt er sie zusammen. In diesem Moment klingelt Miss Raton an der Tür. Peggy versucht sie abzuwimmeln, doch Chris lässt sie herein. Als sie ihm von der Schwangerschaft seiner Tochter erzählen will, macht er sich über sie lustig, schlägt sie zusammen und fesselt sie. Danach bringt er sie zusammen mit Brian in den Hundestall und will sie augenscheinlich an die Hunde verfüttern. Doch statt eines Hundes stürmt die älteste Tochter der Familie namens Socket, die in dem Zwinger gehalten wird, auf sie zu. Sie leidet unter Anophthalmie, wuchs als Wolfskind mit den Hunden auf und wurde wie diese mit rohem Fleisch gefüttert. Mit der Zeit hat sie jegliche menschlichen Züge verloren. Sie tötet die Lehrerin und fängt an sie zu fressen.
Peggy hat von alledem genug und befreit die Frau aus ihrem Gefängnis. Diese tötet zunächst die Mutter der Familie. Anschließend tötet sie Brian. Schließlich rächt sie sich an Chris, indem sie ihm bei lebendigem Leib das Herz herausreißt und ihn mit einem Biss ins Herz endgültig tötet. Darlin’ und Socket lässt sie vom Blut ihres Vaters kosten. Als sie dies Peggy anbietet, lehnt diese ab. Anschließend geht sie mit Darlin’ und der anderen Tochter in die Wälder. Nach einem Moment der Schreckstarre folgt Peggy ihnen auch.
Nach dem Abspann folgt eine surreale Zeichentrick-Episode mit Darlin’ in der Hauptrolle, die ein unbekanntes Biest auf einer Insel aufsucht.

## Hintergrund
Sowohl das Verlies als auch die Wolfshöhle wurden in der Turnhalle der Turners Falls High School in Montague, Massachusetts nachgebaut, um bessere Kameraperspektiven zu ermöglichen. Wie schon beim ersten Teil schrieb Jack Ketchum nicht nur die Romanvorlage, die etwa zeitgleich mit dem Film erschien, sondern verfasste auch zusammen mit dem Regisseur das Drehbuch.
Nach dem Abspann läuft der Film noch für 1 Minute und 18 Sekunden weiter.

## Rezeption
Auf dem Review-Aggregator Rotten Tomatoes ist der Rape-and-Revenge-Film bei den Kritikern, mit einer Zustimmung von 73 Prozent (basierend auf 51 Rezensionen) deutlich beliebter als bei den Zuschauern, von denen ihn lediglich 55 Prozent positiv bewerteten (basierend auf über 2.500 Bewertungen, Stand: Februar 2024). Der nicht überzeugte Teil der Kritiker, warf dem Film sinnlose Brutalität und eine gezielt konstruierte Kontroverse vor, während die Befürworter den Umgang mit der allgegenwärtigen Misogynie und zivilisatorischen Errungenschaften interessant fanden.
Auszüge aus deutschsprachigen Rezensionen:

„Letztlich ist es (…) vor allem der satirische Unterton, der begeistert und der sich auf allen Ebenen des Films konsequent durchzieht. In schonungslosen Bildern seziert Regisseur Lucky McKee die US-amerikanische Durchschnittsfamilie, indem er die menschgemachte Unterscheidung von Natur und Kultur schließlich vollständig implodieren lässt. Im finalen Akt schlägt die Handlung dann zwar doch einige allzu absurde Haken, was der Klasse des Films jedoch kaum einen Abbruch tut.“

„Im Vorfeld hat der in enger Zusammenarbeit zwischen dem berühmt-berüchtigten Jack Ketchum und dem jungen Genre-Wilden Lucky (THE WOODS) McKee entstandene THE WOMAN auf diversen Festivals für Empörung, Verstörung und Wutausbrüche gesorgt. Aber auch für Begeisterung. Denn einmal mehr lotet Ketchum auf recht drastische Weise die Abgründe unserer kalten, kranken Gesellschaft aus und nimmt diesmal die vermeintliche Familienidylle ins Visier. THE WOMAN ist dabei weder gewaltverherrlichendes, frauenfeindliches Machwerk noch stupider Torture Porn. Sondern einfach nur hochklassiger, knallharter und realistischer Horror, der auf die Magengrube zielt.“

## Unterschiede zum Buch
- Im Roman wird der Charakter der Lehrerin noch näher beleuchtet. Sie lebt in einer lesbischen Beziehung und hat als Studentin ihre damalige Freundin und schwangere Schülerin durch Suizid verloren, weswegen sie sich nun besonders um Peggy sorgt. (Eine entsprechende Szene ist in den entfallenen Szenen auf der Bluray enthalten.)
- Im Buch wird das bei den Hunden lebende Mädchen als etwa zehnjährig beschrieben, im Film ist es deutlich älter.
- Der Roman verfügt über einen ausgedehnten Epilog, indem erzählt wird, wie Peggy und Darlin’ sich der Frau angeschlossen haben und die Frau und Peggy, nach deren Niederkunft, gemeinsam ein Filmteam abschlachten, verspeisen und sich den Drehbuchautoren gefangen halten.

## Filmpreise
Sitges Festival Internacional de Cinema Fantàstic de Catalunya 2011
- Best Screenplay – Lucky McKee, Jack Ketchum

Internationales Filmfestival Strasbourg 
- Best International Film
- Audience Prize

Toronto After Dark Festival
- Best Horror Film
- Best Editing
- Best Villain
- Most Disturbing Film
- Best Director – Lucky McGee
- Best Leading Actor – Sean Bridgers
- Best Leading Actor – Pollyanna McIntosh
- Best musical Score – Sean Spillane